# Osmia pennata
Osmia pennata är en biart som beskrevs av Warncke 1988. Osmia pennata ingår i släktet murarbin, och familjen buksamlarbin. Inga underarter finns listade i Catalogue of Life.